# The Flash

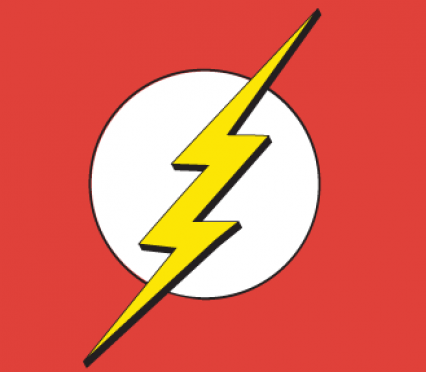
The Flash-Logo

The Flash (im deutschen Sprachraum früher auch Blitzmann, Zack, Blitz oder Roter Blitz) ist die Hauptfigur einer US-amerikanischen Comicserie von DC Comics. Es gab seit der Einführung im Jahre 1940 mehrere Superhelden mit diesem Namen.

## Geschichte des Flash

### Jay Garrick
Der erste Flash ist Jay Garrick. Während seines Studiums experimentierte er mit hartem Wasser (in späteren Versionen wurde daraus schweres Wasser). Als er in einer Nacht bei seinen Experimenten einschlief, kam er mit ebendiesem Wasser in Berührung. Die Verbindung führte dazu, dass Jay sich nun mit einer unglaublichen Geschwindigkeit fortbewegen kann. Von ihm stammen die bekannten Flash-Tricks wie das Fangen von Kugeln aus der Luft.
Jay trägt einen Flügelhelm und geflügelte Stiefel. Sein Aussehen erinnert an Merkur bzw. Hermes. Er stammte ursprünglich von Erde-2, nach der Krise der Parallelerden wurde er jedoch Teil der damaligen „regulären“ Erde des DC-Universums. Er ist Gründungsmitglied der JSA.
Jay Garrick trat erstmals im Januar 1940 auf, in Anknüpfung an die Erfolge von Superman (1938) und Batman (1939). Die Figur stammte aus der Feder von Gardner Fox und wurde gezeichnet von Harry Lampert.

#### Einstellung und Neuanfang
Flash alias Jay Garrick erschien 1949 zum letzten Mal, als Superhelden-Comics drastisch an Popularität verloren. Bis zum Jahr 1955 waren bei DC alle Superhelden-Titel bis auf Superman, Batman und Wonder Woman eingestellt worden. Die Wiedergeburt von Flash – und damit der Beginn einer neuen Comic-Ära – begann mit dem Titel Showcase #4 im Oktober 1956. Showcase diente DC dazu, neue Superhelden auszuprobieren. Zwar wollte man es wieder mit dem Flash probieren, allerdings, so Lektor Julius ‚Julie’ Schwartz: „Ich bestand darauf, dass der neue Flash keinerlei Beziehung zum Original haben sollte, bis auf den Namen. Alle weiteren Elemente sollten anders sein. Alles … auch, und das vor allem: Seine Herkunft.“
Der Blitz war ein gutes Symbol für Geschwindigkeit; also entschied man, einen Blitz in ein Chemielabor einschlagen zu lassen, um den neuen Flash entstehen zu lassen. Das erste Cover sowie das Kostüm stammten von Zeichner Carmine Infantino.
Die Wiedererstehung von Flash läutete das sogenannte Silberne Zeitalter der Comics ein. Die nächste Figur, die im Rahmen von Showcase vorgestellt wurde, war der – ebenfalls neue – Green Lantern, beide Gründungsmitglieder der bald darauf entstehenden Justice League of America.

### Barry Allen

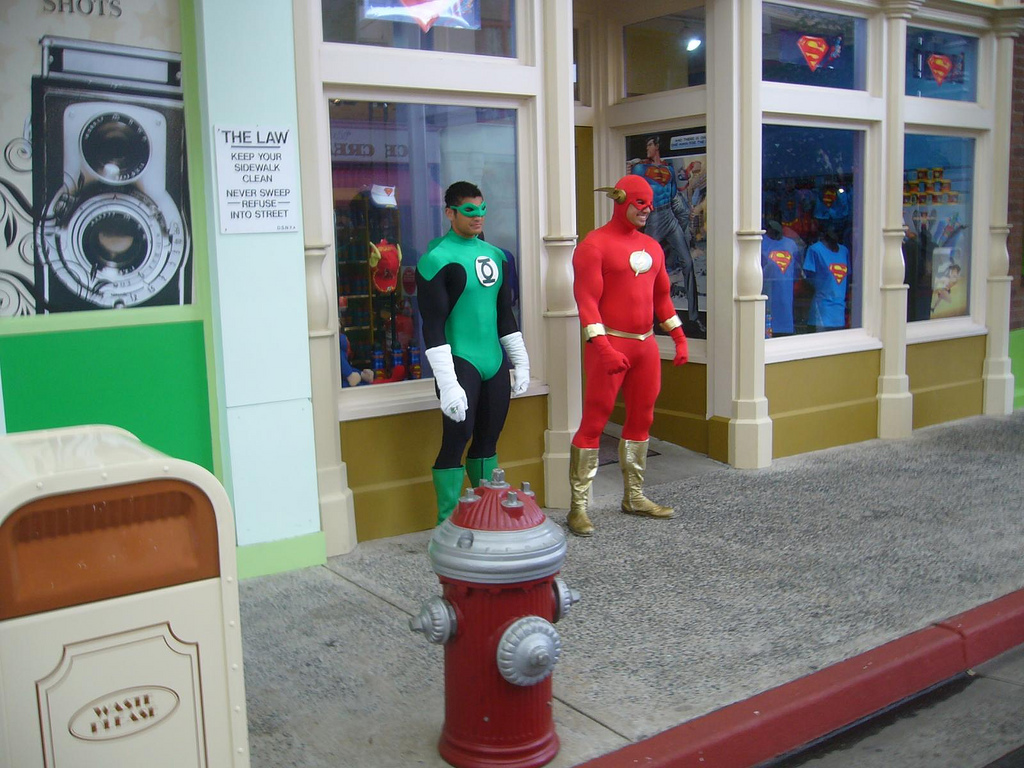
Als Green Lantern (links) und The Flash (rechts) verkleidete Statisten im Themenpark Warner Bros. Movie World (2009)

Der zweite Namensträger war der Forensikwissenschaftler Barry Allen, der durch einen Laborunfall zu seiner übernatürlichen Fähigkeit kam. Von seinem ersten Auftritt im Oktober des Jahres 1956 in Showcase #4 bis zur Krise der Parallelerden arbeitete er in der Stadt Central City und schützte diese vor Verbrechen. Barry konnte Lichtgeschwindigkeit erreichen, was ihn bei Bedarf unsichtbar machte oder über Wasser- und Luftmoleküle laufen ließ. Mit der Zeit bekam er dadurch auch die Fähigkeit, seine eigenen Körpermoleküle so weit zu beherrschen, dass er per Körpervibration durch Wände laufen konnte. Er entwickelte die kosmische Tretmühle, die es ihm und Wally erlaubte, Zeitreisen durchzuführen.
Allen war verheiratet mit Iris Allen, geborene West, die von Professor Zoom getötet wurde. Trotz seiner Fähigkeit war er als Running Gag der Serie notorisch unpünktlich. Er versteckte seinen knallrot-gelben Dress komprimiert in einem Fingerring – was allerdings erst nach einem Kostümwechsel möglich war.
Barry Allen starb bei der Krise der Parallelerden (Original: Crisis on Infinite Earths), kehrte jedoch in der Final Crisis aus der Speedforce zurück und ist seither neben Wally West als Flash aktiv, während Bart Allen nunmehr wieder zum Teenager verjüngt erneut als Kid Flash auftritt. Als Barry aus der Speedforce zurückkam, war er wieder jünger und schneller als der Erwachsene Flash Wally West.

#### Flash und das Multiversum
Die Figur des Flash ist auf vielfältige Weise mit dem Konzept des Multiversums bei DC verbunden: Einerseits war Flash die erste Figur, von der es in den Fünfzigern eine ‚andere Version’ gab als in den Vierzigern. 1961 trafen in The Flash #123 Barry Allen und Jay Garrick aufeinander, als Konsequenz führte DC das Konzept des Multiversums ein: Die damals aktuelle Inkarnation der DC-Superhelden bevölkerte Erde-1, und jene aus den Vierziger-Jahren Erde-2. Schließlich spielte Flash auch beim Ende dieses Multiversums in Krise der Parallelerden eine wesentliche Rolle.

### Wally West
Der dritte Namensträger ist Wally West, genauer Wallace Rudolph West. Er ist der Neffe von Iris West. Er hatte einen ähnlichen Unfall wie Barry und wurde der erste Kid Flash. Sein Kostüm hatte einen deutlichen Bezug zu Barrys Kostüm, war jedoch in gelb gehalten. Er war Mitglied bei den Teen Titans. Seit Barry Allens Tod hat er jedoch dessen Kostüm übernommen und ist Mitglied in der Gerechtigkeitsliga.
Wally hat dieselben Fähigkeiten wie Barry. Er ist in der Lage, die Lichtgeschwindigkeit nicht nur zu erreichen, sondern auch zu übertreffen, und hat auch schon den direkten Vergleich mit Superman für sich entschieden.

### Bart Allen
Bartholemew Henry „Bart“ Allen II nannte sich früher Impuls (englisch: Impulse), später Kid Flash und wurde anschließend der vierte Rote Blitz. Seinen ersten Auftritt als Kid Flash – Begleiter von Wally West hatte er 2003 in Teen Titans Vol. 3 #4 und 2006 wurde er in The Flash: The Fastest Man Alive #2 zum Nachfolger von Wally West und damit zum Roten Blitz.
Bart ist der Enkel von Barry Allen. Er ist der Sohn von Don Allen, Barrys Sohn, und Meloni Thawne, Tochter des Präsidenten der Erde (im 31. Jahrhundert) – er ist im 31. Jahrhundert geboren. Sein beschleunigter Stoffwechsel lässt ihn rasant altern, so dass er im Alter von zwei Jahren einen zwölfjährigen Körper besitzt. Um ihn zu schützen, wird er in einer virtuellen Realität aufgezogen, die mit seinem eigenen Zeitablauf Schritt hält. Als klar wird, dass dies auch nicht hilft, schickt ihn seine Großmutter Iris Allen zurück in die Gegenwart, wo der amtierende Rote Blitz Wally West ein Rennen um die Welt mit veranstaltet. Dadurch, dass Bart so erstmals in extreme Geschwindigkeit gezwungen wurde, gelingt es Wally, Barts Hyperstoffwechsel auf ein normales Niveau zu bringen. Da Bart den Großteil seiner Lebenszeit in einer virtuellen Welt verbracht hat, ist er unerfahren, kann Gefahren nicht einschätzen und handelt, ohne zu denken. So wird Wally West nicht mit seinem Neffen (2. Grades) Bart fertig und gibt ihn in die Obhut von Max Mercury, der ihn trainiert, sowohl in seiner Rolle als Impuls als auch wie man das tägliche Leben als superschneller Held meistert. Wie in Impulse #50 enthüllt wurde, bekam er seinen Namen von Batman unfreiwillig aufgedrückt – gemeint war er als Warnung, nicht als Kompliment.

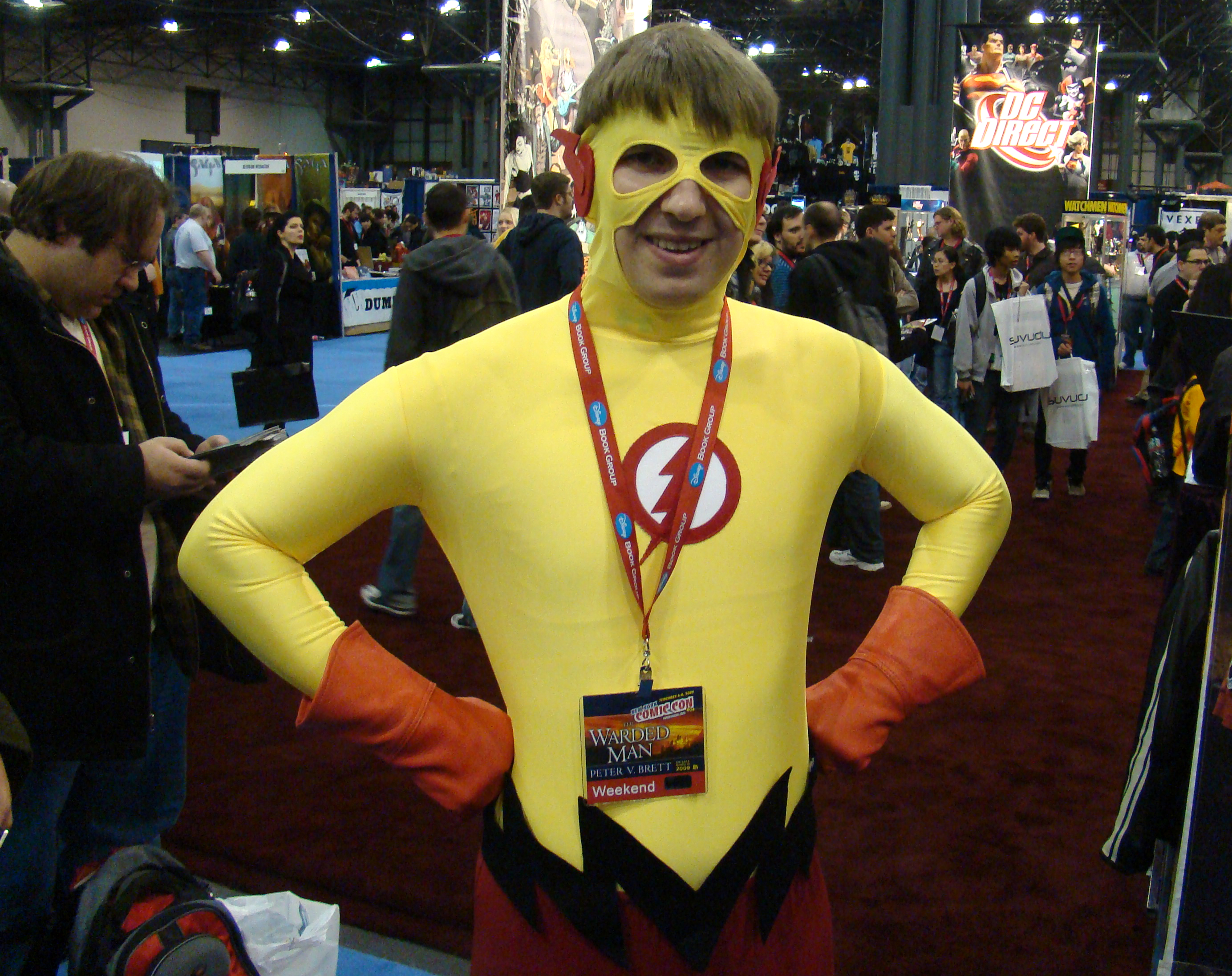
Fan im Kid-Flash-Kostüm beim Cosplay (2009)

Als Bart nach der Infinite Crisis um Jahre von einem Teen zu einem Twen alterte, nahm er den Platz des dritten Roten Blitz’ Wally West ein, der zu diesem Zeitpunkt in der sogenannten Speedforce fest saß.
Er starb daraufhin kurze Zeit später, ermordet von den Rogues (Pied Piper, Trickster, Mirror Master, Captain Cold, Heatwave, Weather Wizard) angeführt von seinem alten Widersacher Ratio (englisch: Inertia). Allerdings ist er nach den Ereignissen der Final Crisis (siehe Final Crisis: Legion der drei Welten) ein Jahr später wieder zurück im DC-Universum.

### Kid Flash
Sowohl Wally West (als Partner von Flash II/Barry Allen) als auch Bart Allen (als Partner von Flash III/Wally West) waren Kid Flash und trugen dabei ein Flashkostüm mit „vertauschten“ Farben, d. h. hauptsächlich in gelb. Aufgrund ihres Alters waren beide Mitglied der jeweils existierenden Teen Titans und wurden beide später selbst The Flash.

## Kräfte und Fähigkeiten
Sämtliche Flash-Inkarnationen können sich mit übermenschlicher Geschwindigkeit bewegen, insbesondere rennen. Darüber hinaus können sie auch übermenschlich schnell denken, was sie weitgehend immun gegen telepathische Beeinflussung und das Auslesen ihrer Gedanken macht, da entsprechend befähigte Personen ihren Gedanken nicht folgen können. Sie sind auch in der Lage mit anderen übermenschlich schnellen Wesen (z. B. mit Superman oder untereinander) übermenschlich schnell zu kommunizieren, was sie befähigt selbst in Gegenwart anderer unbelauscht miteinander zu sprechen. Spätere Inkarnationen können ihre Körper zudem derart in Vibration versetzen, dass sie durch Wände gehen und zwischen verschiedenen Dimensionen (die im DC-Multiversum durch ihre unterschiedlichen Vibrationsfrequenzen voneinander getrennt sind) reisen können.

### Schnellster Flash
Welche der Flash-Inkarnationen die schnellste ist, ist bisher nicht abschließend geklärt. Im Zuge der Final Crisis gibt Jay Garrick jedoch an, er könne nicht mit Barry Allen und Wally West mithalten und als letztere vor dem Black Racer wegrennen, hat Wally alle Mühe mit Barry mitzuhalten, was jedoch vorherigen Darstellungen und Leistungen widerspricht. Wo sich Bart einreiht, bleibt unklar.

### Wettläufe gegen Superman
1967 fand (in Superman #199) das erste Wettrennen Superman gegen Flash statt, um festzustellen, wer der schnellste Mann der Welt sei. Es führte zu einem wohltätigen Zweck im Auftrag der UNO dreimal um die Welt und endete unentschieden. Es folgten noch mehrere weitere Wettrennen, die aufgrund äußerer Einflüsse ebenfalls stets unentschieden endeten. Erst in Adventures of Superman #463 fällt eine Entscheidung, bei der Superman unterliegt. Dies wird zunächst damit erklärt, dass Superman das Laufen bei so hohen Geschwindigkeiten über längere Zeiträume nicht gewohnt sei, da er üblicherweise zu fliegen pflegt und Flash daher im Laufen besser geübt sei. Später nach der Final Crisis in Flash: Rebirth #3 wird enthüllt, dass Flash tatsächlich deutlich schneller ist als Superman. Flash gibt dabei an, dass die knappen Ergebnisse der vorherigen Wettläufe nur zustande kamen, weil sie für einen guten Zweck waren und daher spannend sein sollten. Ähnlich ist es auch in der Folge 4.05 Flash! der Serie Smallville dargestellt, in der eine Inkarnation des Flash auftritt. Am Ende der Folge laufen Flash und Clark/Superman um die Wette, wobei Clark zunächst knapp zurückliegt, als er sich weiter bemüht aufzuholen und ihm dies zu gelingen scheint, dreht Flash sich um, rennt rückwärts vor Clark/Superman her, winkt, dreht sich wieder nach vorne und verschwindet uneinholbar am Horizont.

## Gegner

### Gorilla Grodd
Gorilla Grodd Ist ein Schurke der erstmals in The Flash #106 (1959) vorgestellt wird.
Gorilla Grodd wird von einem außerirdischen Energiestrahl getroffen, der seine Intelligenz und mentalen Fähigkeiten um ein Vielfaches steigert. Er erlernt durch diesen Strahl die Fähigkeit der Telepathie sowie der Gedankenkontrolle.
Da er die Menschen als minderwertige Kreaturen ansieht, verfolgt er das Ziel der Weltherrschaft.
Seine Persönlichkeit wird immer wieder anders dargestellt, so ist er in den Zeichentrickserien meist ein kriminelles Genie, während er in einigen Comics sogar barbarisch wird. Auch seine Fähigkeiten ändern sich: beherrschte er in vielen Comics Gedankenkontrolle, war er in anderen nahezu unverwundbar. Ebenso verändert sich auch die Art und Weise, wie er zu diesen Fähigkeiten kommt, bspw. benutzt er in einigen Zeichentrickserien einen Helm zur Gedankenkontrolle und verfügt sonst eigentlich nicht über telepathische Fähigkeiten. In den vielen modernen Comics ist er überdies ein Menschenfresser, dessen Intelligenz durch den Verzehr von Gehirnen gesteigert wird. In einem Comic will er sogar die Fähigkeiten des Flash an sich reißen, indem er sein Gehirn verspeist. Vorübergehend wurde Grodds Geisteszustand wieder auf den eines gewöhnlichen Gorillas zurückgesenkt, allerdings erlangte er vom Dämon Neron im Austausch für seine Seele wieder seine einstige Intelligenz.
In der TV-Serie The Flash ist Grodd das Ergebnis genetischer Forschung, bevor er von Barry Allen/Flash's Erzfeind Reverse Flash (Eobard Thawn) entführt und großgezogen wird. Grodd verständigt sich in dieser Version ausschließlich durch Telepathie oder indem er mit seinen Fähigkeiten den Körper von Menschen übernimmt, um mit deren Stimme zu sprechen. Nachdem er von Flash und seinen Freunden in eine andere Dimension verbannt wird, landet er in Gorilla City, einer von intelligenten, telepathischen Gorillas bevölkerten Stadt. Als Flash mit seinen Freunden in einer späteren Folge versehentlich in diese Dimension reist, spornt Grodd Barry an, gegen Solovar, den Anführer der Gorillas, zu kämpfen, da dieser die Menschheit versklaven wolle. Nachdem er Solovar besiegt hatte, erkannte Barry aber, dass nicht Solovar, sondern Grodd die Menschen bedroht und Barry nur benutzt hat, um selbst Herrscher der Gorillas zu werden. Seine anschließende Invasion von Central City wird schließlich von Flash und Solovar verhindert. Solovar versucht erst, Grodd zu töten, doch Barry kann ihn umstimmen, sodass Grodd als Gefangener endet.

### Rainbow Raider
Rainbow Raider, alias Roy G. Bivolo, ist ein Schurke der erstmals in The Flash #286 (Autor: C. Bates; Zeichner: D. Heck) vom Juni 1980 vorgestellt wird.
In seiner Debütgeschichte wird der Rainbow Raider als ein Berufskrimineller vorgestellt, der mit Hilfe einer Spezialbrille solide, in Regenbogenfarben schillernde Lichtstrahlen erschaffen kann, die er als Werkzeug zur Durchführung gewagter Diebestouren nutzt. Diese Strahlen kann er entweder als Waffe benutzen, indem er sie auf seine Gegner „abschießt“, oder um regenbogenähnliche Lichtbrücken zu erschaffen, auf denen er wie auf einem fliegenden Teppich durch den Himmel schwebt. Außerdem kann der Rainbow Raider die Gemütsverfassung anderer Menschen beeinflussen, indem er diese mit Lichtstrahlen in bestimmten Farbtönen bestrahlt. Später wird bekannt, dass Bivolo seit seiner Geburt farbenblind ist und deswegen in seinem Traumberuf als Künstler nicht Fuß fassen konnte. Sein Vater, ein genialer Wissenschaftler, baute daraufhin die besagte Wunderbrille, um der Notlage des Sohns abzuhelfen. Dieser nutzt das ungewöhnliche Werkzeug vor allem, um Kunstgalerien auszurauben, denen er es übelnimmt, dass sie sich zuvor geweigert hatten seine Werke auszustellen.
In der Folge gerät der Rainbow Raider immer wieder mit dem Flash aneinander, der seine Diebeszüge konsequent vereitelt. Später wird der Raider bei den Rogues, dem „Klub“ der Flash-Schurken, aufgenommen. Bivolo – dessen Name an das Akronym Roy G. Biv (ROYGBIV) angelehnt ist (eine Umschreibung für die englischen Namen der Farben des Regenbogens) – wird schließlich von der Schurkin Blacksmith ermordet.

### Rogues
Die Rogues (manchmal auch Rogues Gallery) sind ein Zusammenschluss mehrerer Gegner des Flash, die ihm häufig – einzeln oder in der Gruppe – zu schaden versuchen. Die Zusammensetzung und Größe der Gruppe verändert sich oft, aber im Wesentlichen sind Captain Boomerang (alias George „Digger“ Harkness), Captain Cold (alias Leonard „Len“ Snart), Heatwave (alias Mick Rory), Mirror Master (alias Samuel „Sam“ Scudder bzw. Evan McCulloch), Pied Piper (alias Hartley Rathaway), Trickster (alias Giovanni Giuseppe/James Jesse bzw. Axel Walker) und Weather Wizard (alias Mark Mardon) die Mitglieder.

### Trickster I
James Jesse, ein Akrobat, hatte extreme Höhenangst und konstruierte universalhaftende Schuhe, um erfolgreich zu sein. Er genoss seinen Erfindergeist und missbrauchte ihn später, um der höchstgefährliche Trickster zu werden.
In der Spielfilmserie Flash – Der Rote Blitz war Jesse (gespielt von Mark Hamill) in der Episode „Die Schöne und der Zauberer“ ein Psychopath mit zahlreichen Persönlichkeiten, der der Polizistin Megan Lockhard, die er selbst für seinen Sidekick „Prank“ hielt, nachstellt. Ihre Abneigung hielt er für das Werk von Flash, wieso er versuchte, ihn in seiner Identität als Trickster zu töten. In der Folge „Teuflisches Narrenspiel“ traf er auf eine Spielzeugverkäuferin, die von ihm besessen war und freiwillig die Identität von „Prank“ annahm. Gemeinsam unterzogen sie den Flash einer Gehirnwäsche, wodurch er nun so verrückt wie der Trickster wurde, und stellten mit seinem Hilfe den Richter, die Anwältin und die Staatsanwältin, die an Tricksters Gerichtsprozess beteiligt waren, vor ein Spottgericht mit dem Trickster als Richter. Nachdem Megan den Flash zur Vernunft gebracht hatte, flüchtete der Trickster in einem Auto, wobei er Prank aus dem Wagen stieß, nur später selbst von Flash aufgehalten zu werden. Schließlich landete er im Irrenhaus.
In der Serie The Flash tauchte er zum ersten Mal in der Folge „Die Rückkehr des Tricksters“ auf. Er wurde hier wieder von Hamill gespielt. Obwohl die Serie im Grunde keine Fortsetzung, sondern vielmehr ein Remake von „Flash- der Rote Blitz“ ist, wurden alte Fotos der alten Serie benutzt. Hier hatte der Trickster vor Jahren die Stadt in Angst und Schrecken versetzt, bis er weggesperrt wurde. Er wurde von Barry Allen und seinem Pflegevater Joe in seiner Zelle besucht, als ein Nachahmer die Stadt heimsucht. Verärgert darüber, dass man ihn kopiert, schickt Jesse sie ihn in sein altes Versteck (dasselbe wie in der alten Serie), wo sie jedoch nur leere Räume vorfanden, da der neue Trickster die Ausrüstung gestohlen hatte. Später wurde Jesse von Walker, der die ganze Zeit nur Jesse's Anweisungen befolgt hatte, befreit, wobei sie Barry's Vater als Geisel nahmen. Ein gemeinsamer Versuch der beiden Trickster, sämtliche Gäste einer Ehrengala zu vergiften um deren Vermögen zu erpressen, wurde von Barry verhindert. In einer späteren Folge der zweiten Staffel wurden Jesse und Captain Cold, alias Leonard Snart, vom Weather Wizard befreit, da er mit ihnen ein Bündnis gegen den Flash schmieden wollte. Während der Trickster begeistert mitmachte, wandte sich Cold ab, da ihm der Plan des Wizard keinen Profit brachte und warnte stattdessen Barry. Als der Trickster und der Weather Wizard versuchten die Stadt mithilfe von in Paketen versteckten Bomben, die der Trickster als Weihnachtsmann verkleidet in der Stadt verteilt hatte, zu zünden, wurden diese von Flash's Freunden über ein Portal in eine andere Dimension transportiert. Während der dritten Staffel, die in einer anderen Dimension spielt, kam in einer Folge kurz eine alternative Version des Tricksters vor, welcher ebenfalls von Hamill verkörpert wurde und, vermutlich als Anlehnung auf den Joker, für dessen Synchronisation Hamill ebenfalls bekannt ist, lila gefärbte Haare hatte.

### Trickster II
Als Kind wurde Axel Walker von seinem Vater eingebleut, dass er im Leben entweder der Ausgetrickste oder der Trickster sein könne. Axel nahm sich diese Lektion zu Herzen, stahl die Ausrüstung des ersten Tricksters und wurde zum zweiten Trickster.
In der Serie The Flash terrorisiert Walker die Stadt Central City mit Ausrüstung des ursprünglichen Tricksters James Jesse und kündigt seine Taten per VideoBlog an. Später stellt sich jedoch heraus, dass er die ganze Zeit nur Jesse's Befehle ausgeführt hat, als er diesen aus dem Gefängnis befreit. Jesse eröffnet Walker, dass er sein Vater sei (eine Anspielung auf Luke Skywalker, eine der bekanntesten Rollen von Hamill). Während Jesse später wieder in der Serie auftauchte, hatte der zweite Trickster hier seinen einzigen Auftritt.

## The Flash in anderen Medien
Ab 1990 strahlte CBS die Realserie Flash – Der Rote Blitz aus, die nach einer Staffel mit 22 Folgen 1991 eingestellt wurde. Die Hauptrolle des Barry Allen/Flash spielte John Wesley Shipp. Nachfolgend erschienen Direct-to-Videos (The Flash II: Revenge of the Trickster (1991) und The Flash III – Deadly Nightshade (1992)). Diese allerdings waren lediglich Zusammenschnitte aus jeweils 2 Teilen der Serie, keine eigenständige Verfilmungen.
John Wesley Shipp war der erste Schauspieler, der die Figur des „Roten Blitzes“ in einer Realverfilmung darstellte. In der Neuauflage der Serie 2014 spielte er zudem Henry Allen, den Vater von Barry Allen. Gegen Ende der zweiten Staffel übernahm Shipp zusätzlich die Rolle von Jay Garrick, welcher der Flash einer Parllelerde ist. Shipp ist hierbei ebenfalls der erste Schauspieler, der diesen Roten Blitz in einer Realverfilmung darstellte.
In der Fernsehserie Smallville trifft der jugendliche Clark Kent auf den Jungen Bartholemew „Bart“ Allen. Bart hat eine reihe gefälschte Ausweise auf den Namen Jay Garrick, Barry Allen und Wally West, sodass in der Folge nicht ganz klar wird, welche Inkarnation des Flashes dargestellt sein soll. Clark fordert Bart zu einem Wettrennen heraus, das Bart problemlos mit großem Vorsprung gewinnt. Noch vor Beginn des Rennens gibt es eine Anspielung auf die Gerechtigkeitsliga, als Bart zu Clark sagt, er würde durch die Welt ziehen und nach anderen außergewöhnlichen Menschen suchen und sie könnten dann ja einen Club aufmachen oder so etwas. In der sechsten Staffel taucht er an der Seite der DC-Helden Green Arrow, Aquaman und Cyborg (in den Comics zeitweise ebenfalls Mitglieder der Gerechtigkeitsliga) wieder auf. Angelehnt ist die Figur an Bart Allen alias Kid Flash (Enkel von Barry Allen) aus der Comicserie Impulse.
Im Film Catch Me If You Can nutzt der von Leonardo DiCaprio gespielte Frank W. Abagnale den Decknamen Barry Allen als Hochstapler und Betrüger.
Im Animationsfilm Die Unglaublichen erscheint eine kindliche Version von The Flash: Der zehnjährige Sohn der Familie, Robert „Flash“ Parr, ist übermenschlich schnell.
In der Serie The Big Bang Theory trägt Sheldon Cooper häufig T-Shirts mit einem Flash-Aufdruck und verkleidet sich auch des Öfteren als Flash.
In der Serie Arrow (Staffel 2, Episode 9) wird die Entstehung von Flash durch den Laborunfall gezeigt, was zum Start des Spin-offs führt.
Seit dem 10. Februar 2015 strahlt ProSieben die Serie The Flash mit Grant Gustin als Barry Allen aus, die ebenfalls mit dem Unfall im Labor beginnt und das Spin-off von Arrow ist. Im weiteren Verlauf der Serie werden auch Jay Garrick und Wally West in die Handlung eingebaut. So spielt John Wesley Shipp in der Serie Jay Garrick, der durch das Multiversum eigentlich von Erde-3 stammt. Wally West, der später auch zu Kid Flash wird, wird in der Serie von Keiynan Lonsdale dargestellt.
Für die Kinoverfilmungen des DC-Universe und damit den ersten Kinoauftritt von Flash wurde Ezra Miller als Barry Allen/Flash verpflichtet. Flash hatte bisher (Stand: Dezember 2017) drei Auftritte:
Im Film Batman v Superman: Dawn of Justice ist Flash zu sehen, wie er einen Kiosk-Überfall verhindert, dabei handelt es sich um Barry Allen.
Im an diesen Film anschließenden Suicide Squad ist Flash erneut kurz zu sehen, dieses Mal stoppt er einen Überfall von Captain Boomerang.
In Justice League ist Flash erstmals in einer größeren Rolle als Mitglied der Gerechtigkeitsliga zu sehen, später auch in Zack Snyder’s Justice League. Im Jahr 2023 kam The Flash in die Kinos.

## Im deutschen Sprachraum

### Bezeichnungen
In Deutschland vertrieben über die Jahre verschiedene Verlage DC Comics. Flash lief bei den verschiedenen Verlagen
unter verschiedenen deutschen Namen (ähnlich wie auch bei anderen Superhelden, z. B. Green Lantern):
- In den Sechzigern bei Top Comics als Blitzmann.
- In den Sechzigern auch Zack, in den Siebzigern und Achtzigern bei Ehapa als Roter Blitz.
- Ab den Neunzigern bei Dino bzw. Panini als Flash.

### Veröffentlichungen (Auswahl)
- DC Archiv Edition #8 – The Flash (Band I), Joe Kubert, Robert Kanigher, Carmine Infantino, u. a., ISBN 3-89748-343-2
- DC Museum Edition #10 – Flash #123, Flash zweier Welten, Gardner Fox, Carmine Infantino, Joe Giella
- Superman vs. Flash – Die größten Rennen aller Zeiten, Jim Shooter, Denny O’Neil, u. a., ISBN 3-86607-087-X